# Научно-техническа революция
Научно-техническа революция (НТР) се нарича коренно преобразуване на производителните сили и по-точно на средствата за производство, представляващо качествен скок в развитието им. В по-тесен смисъл се разбира трансформацията на техническите основи на материалното производство в средата на 20 век въз основа на внедряването на постиженията на науката в производството, в резултат на което индустриалното общество преминава към постиндустриално. Основните направления на НТР през 20 век са автоматизация, контрол и управление на производството на базата на електрониката; създаване и използване на нови материали и технологии и др.

## Терминология
Според Икономическата енциклопедия научно-техническата революция е „обобщено название на големия напредък на науката и техниката след Втората световна война, свързан с редица качествено нови открития, бързо внедрявани в производството и голямото повишаване на обществената производителност на труда“, а научно-техническият прогрес е „процес на развитие на науката и техниката“
Терминът е един от няколко алтернативни термина, характеризиращи развитието на обществото. Близък до него е информационна революция, описващ текущите икономически, социални и технологични тенденции след Индустриалната революция.
За негов автор се счита Джон Дезмънд Бернал, въвел понятието „scientific and technical revolution“ в книгата си The Social Function of Science (1939), за да опише новата роля на науката и техниката в обществото. Според него науката се превръща в „производителна сила“, използвайки марксистката терминология. След известно време терминът е възприет от автори и институции от тогавашния Източен блок. Целта е да се покаже, че социализмът предоставя благоприятна среда за развитие на науката и техниката („технологиите“ според някои автори). Книгата Цивилизацията на кръстопът (на английски: Civilization at the Crossroads) (1969), редактирана от чешкия философ Радован Рихта се сочи като основен източник по темата.
На марксистката теория през 1980 се противопоставя Даниел Бел, привърженик на теорията за постиндустриално общество, което в бъдеще ще доведе не до социализъм, а до икономика на услугите (преобладаваща роля на третичния икономически сектор). Според него в историята има три технологични революции: 1) изобретяването на парната машина през 18 век; 2) въвеждането в икономиката и бита на електричеството и на постиженията на химията през 20 век и 3) компютризацията в края на 20 век. Според него подобно на появилото се в резултат на индустриалната революция конвейерно производство, което повишава производителността на труда и подготвя обществото към масово потребление, то и през 21 век трябва да възникне поточно производство на информация, което да доведе до социално развитие във всички направления.
Подобен подход има американският икономист Робърт Гордън от Северозападния университет в Илинойс, според когото има три НТР. Първата НТР започва през 1750 г. с изобретяването на парната машина и построяването на първите железопътни линии и трае до първата третина на 19 век. Втората НТР е между 1870 и 1900 година, когато са изобретени електричеството и двигателят с вътрешно горене, появява се телефонът, конвейерното производство и се усвоява въздушното пространство. Третата НТР започва през 60-те години на 20 век появата на първите компютри и промишлени роботи, като в средата на 90-те години тя придобива глобално значение, когато обикновените потребители получават достъп до Интернет.
По темата са писали и други автори, например Збигнев Бжежински в труда си „Технотронното общество“ (1976).
В България понятието се използва преобладаващо по времето на социализма и плановата икономика, включително в официални партийни и държавни документи, и с него се обосновава развитието на нови сектори на икономиката като електрониката и производството на компютри.